# Lhokamo Praha
Lhokamo Praha byl pražský florbalový klub založený v roce 1997. Název Lhokamo je zkratka názvů pražských městských čtvrtí Lhotka, Kamýk a Modřany.
Tým žen hrál nejvyšší soutěž čtyři sezóny od 2002/2003 do 2005/2006. Největším úspěchem týmu byla účast ve čtvrtfinále nejvyšší soutěže v sezóně 2004/2005. Dva roky po vypadnutí z 1. ligy tým přešel do Panthers Praha.
Samotný klub pokračoval v existenci. Tým mužů hrál regionální soutěže. I ten ale v roce 2016 přešel do Panthers Praha a klub zanikl.

## Tým žen
| Sezóna                                    | Úroveň | Soutěž  | Umístění | Poznámka                                                                                  |
| ----------------------------------------- | ------ | ------- | -------- | ----------------------------------------------------------------------------------------- |
| 1999/2000                                 | 2      | 2. liga |          | [ 5 ]                                                                                     |
| 2000/2001                                 | 2      | 2. liga |          | [ 6 ]                                                                                     |
| 2001/2002                                 | 2      | 2. liga |          | Postup z druhého místa Divize I, protože první B tým Akcent Sparta Praha postoupit nemohl |
| 2002/2003                                 | 1      | 1. liga | 9.       | Udržení v lize                                                                            |
| 2003/2004                                 | 1      | 1. liga | 9.       | První místo v play-down                                                                   |
| 2004/2005                                 | 1      | 1. liga | 6.       | Vypadnutí ve čtvrtfinále play-off proti FbŠ Praha                                         |
| 2005/2006                                 | 1      | 1. liga | 10.      | Druhé místo v play-down – Sestup do nižší ligy                                            |
| 2006/2007                                 | 2      | 1. liga |          | Šesté místo v Divizi I – Tým se do další sezóny přihlásil do 2. ligy                      |
| Tým v roce 2008 přešel do Panthers Praha. |        |         |          |                                                                                           |